# Ptilopsis
Ptilopsis é um gênero de corujas africanas com apenas duas espécies relatadas.

## Espécies
Estão reconhecidas duas espécies:
- Ptilopsis leucotis (Temminck, 1820)
- Ptilopsis granti (Kollibay, 1910)